# Бурій Валерій Михайлович
Бурій Валерій Михайлович (нар. 15 лютого 1957, с. Лисича Балка)  — український педагог, краєзнавець, журналіст та релігієзнавець. Вікіпедист. Член Національної спілки журналістів України та Національної спілки краєзнавців України.

## Біографія
Валерій Михайлович Бурій народився 15 лютого 1957 року в селі Лисича Балка Катеринопільського району на Черкащині в селянській родині.
У 1972 році з Похвальною грамотою закінчив сільську восьмирічну школу. Вчителями були К. М. Добровольська, Л. Ф. Олійник, В. І. Григор'єва, М. І. Пересунько, С. М. Рейдало, Л. М. Домніцька та інші.
В 1976 році з відзнакою закінчив агрономічне відділення Звенигородського сільськогосподарського технікуму.
У 1984 році успішно закінчив природничий факультет Черкаського державного педагогічного інституту, де здобув професію учителя біології та хімії; протягом 1988–1989 років студіював релігієзнавство у Київському державному університеті імені Т. Г. Шевченка, після чого став лектором-методистом обласної категорії з проблем релігієзнавства.
Перебуваючи у війську, Валерій Бурій 1976–1978 роках навчався в Новосибірському вищому військово-політичному училищі.
З 1984 по 2009 рік працював учителем хімії Ватутінської загальноосвітньої школи №6 ; протягом 10 років був лектором-методистом обласної категорії Звенигородської районної організації товариства «Знання», а протягом 1996–2004 років очолював методичне об'єднання вчителів хімії Ватутінського міського відділу освіти, входив до складу атестаційної комісії педагогічних працівників Ватутінської ЗОШ № 6 (2000–2009 роки) та обласної акредитаційної комісії з ліцензування та атестації професійно-технічних навчальних закладів (Черкаси,1998, 2006).
У 2000 році Валерію Михайловичу Бурію присвоєно звання «Старший учитель», він нагороджений Почесною грамотою управління освіти Черкаського облвиконкому.
Закінчив дистанційний курс Міжнародної Біблійної школи (Австрія, Відень, 1991рік), Біблійний курс Євро-Азійського дивізіону АСД (1992 рік), Біблійний кореспондентський курс (США, 1994 рік), заочну Біблійну школу «Нове життя» норвезької християнської місії світового євангелізму (1994 рік), Біблійний курс братства незалежних місіонерських громад (Польща, 1995 рік), заочний курс вивчення Біблії (Житомир, 1999 рік).
Валерій Михайлович Бурій — конфесієзнавець, викладав курс «Історія християнської церкви» Біблійної школи (1997), релігієзнавства Уманської філії приватного навчального закладу, «Європейський університет» (2004–2005), виконував обов'язки експерта-релігієзнавця комісії з альтернативної служби Ватутінського міськвиконкому (1999–2009); читав курс медичної хімії для студентів Ватутінської філії Черкаського медичного коледжу (2007–2009), був директором приватного підприємства «Сплайн» (2008–2011).
У 1975 році звенигородська газета «Шевченків край» опублікувала першу замітку Валерія Бурія «Декабристам присвячено». В 1987 році він закінчив школу громадських кореспондентів при редакції цієї газети, а в 1997 році став громадським кореспондентом газети «Місто робітниче», членом редакційної ради, літературним співробітником (2006–2009 рр.).
Учасник регіональних науково-практичних краєзнавчих конференцій.
Валерій Бурій — член Національної спілки журналістів України та Національної спілки краєзнавців України, клубу незалежних українських письменників «Оратанія». Був одним з ініціаторів створення Ватутінської міської організації НСЖУ. У 2007 році нагороджений Почесною грамотою Національної спілки журналістів України та Почесною грамотою Черкаської обласної ради: першою — за вагомий внесок в українську журналістику, другою — за вагомий внесок у розвиток місцевого самоврядування та багаторічну краєзнавчу роботу. Рішенням правління Національної спілки краєзнавців України від 11 жовтня 2016 року (протокол №3) нагороджений Грамотою за значний внесок у розвиток краєзнавчого руху України.
Валерій Бурій входив до складу громадської організації — спілки «Земляцтво Катеринопільщини». Він автор понад 1150 науково-популярних нарисів, публіцистичних статей, заміток, короткого словника-довідника «Твоє Ватутіне від А до Я» (2003), книг «Вибрані розвідки, статті та замітки» (2008; 2016), «Вибрані тексти : статті, розвідки та замітки» (2018), «Лисича Балка: відома та невідома» (2009), «Народно-православний календар» (2009), «Штрихи до біографій» (2014), «Ватутінезнавство: події, факти, персоналії» (2015),"Рослини-екзоти міста Ватутіне та його околиць", "Дикорослі отруйні рослини міста Ватутіне та його околиць" (обидві - 2017), "Вулиці міста Ватутіне та села Скаливатка" (2019) , "Інвазійні види у флорі міста Ватутіне та його околиць"  (2020),  співавтор альманахів «Плуг», «Надвисся», всеукраїнських науково-методичних часописів «Хімія», ювілейного збірника «Ватутіне: вчора і сьогодні» (2007), біобібліографічного довідника "Краєзнавці Черкащини" (2016), науково-популярного видання Черкаської обласної організації Національної спілки краєзнавців України "Краєзнавство Черкащини" (2017), збірників "Персоналістичний вимір історії Черкащини" (2018),"Чигиринщина в історії України" (2020), ілюстрованого календаря на 2020 рік "Природа міста Ватутіне та його околиць" (2019) ,  та ін.
В.М. Бурій - один із редакторів української Вікіпедії.